# Ramal Corte Alto-Los Muermos
El Ramal Corte Alto-Los Muermos fue un ramal ferroviario de la Red Sur de Ferrocarriles del Estado de Chile, que funcionó entre 1940 y 1982 (con recorridos de carga esporádicos hasta 1990). Conectó las actuales comunas de Purranque, Frutillar, Fresia y Los Muermos, aunque su trazado original planteaba llegar hasta el sector de Lepihué en la comuna de Maullín. Su trazado en parte se alineaba con el antiguo camino real de la zona.

## Historia
Los primeros estudios datan de 1914, los cuales proponían una línea férrea que partiera en la estación Río Negro y llegara hasta la orilla del río Maullín. En 1921 se inició un estudio preliminar que finalmente fijó, por consideraciones técnicas y económicas, la conexión con la estación Corte Alto.  El proyecto definitivo —a cargo del ingeniero Rafael González— fue presentado en 1929 y aprobado ese mismo año por el gobierno. Consideraba una trocha de 1.68 metros, y una longitud total de 114,49 kilómetros.
El primer tramo hasta la estación Maipué se abrió en enero de 1933, mientras que la estación Fresia se inauguró en noviembre de 1935.
En junio de 1937 el gobierno informó que los estudios para la construcción del tramo restante se harían hasta Los Muermos y que solo se construiría hasta Lepihué una vez que el sector fuera más desarrollado.
La apertura definitiva de la estación Los Muermos —la que eventualmente se convertiría en estación terminal— se realizó el 8 de septiembre de 1940.
En los años siguientes, la extensión del ramal hasta Lepihué comenzó a ser puesta en duda, debido a lo sinuoso del terreno y al enorme costo que ello significaría si era construida. En 1939 el Ministerio de Fomento había autorizado a la Dirección General de Obras Públicas el inicio de los estudios para la realización de la extensión hasta Lepihué; el mismo año, no obstante, el organismo comenzó a considerar, luego de una petición de vecinos, la posibilidad de extender el ferrocarril 15 km al sur poniente, hasta Puerto Godoy. Esta idea, de acuedo a información proporcionada por la misma Dirección de Obras Públicas, hacia 1941 ya existía como proyecto. A esta propuesta, además, se sumaba en este periodo la idea de hacer un nuevo ramal que conectara Los Muermos con Angelmó. Por su parte, en respuesta a un oficio del Senado, en diciembre de 1942 el ministro de Obras Públicas Manuel Hidalgo confirmó que se había confeccionado un anteproyecto de la extensión Los Muermos-Lepihué, pero que, «por lo difícil del trazado y lo elevado de su costo» no se iba a realizar «sin antes estudiar otra fórmula que haga posible la continuación del ferrocarril».
Durante la segunda mitad de los años cuarenta se construyó el camino entre Maullín y Los Muermos. Ello no impidió que las solicitudes de vecinos para que se extendiera el ramal hasta Maullín continuaran —sin éxito— al menos hasta 1949.
El servicio de pasajeros Corte Alto-Los Muermos funcionó hasta su suspensión en diciembre de 1983; después de este año solo hubo recorridos esporádicos de trenes de carga. El levantamiento definitivo de la línea se autorizó en 1986 y las labores se iniciaron un año después. El  viaje final se habría realizado en 1990 desde estación Tegualda para levantar los últimos durmientes y rieles.
En su periodo de esplendor se le llegó a conocer como «El ramal de la madera», probablemente por la masiva tala de alerce y otras especies nativas en la zona de la cordillera de la Costa, aunque también se le conocía en la zona de Los Muermos como «El ramal de la papa».

## Trazado
El ramal se iniciaba en la localidad de Corte Alto, cercana a Purranque, donde conectaba con la Red Sur de la Empresa de los Ferrocarriles del Estado e iniciaba un recorrido que terminaba en la ciudad de Los Muermos. Originalmente se proyectó la línea hasta el poblado de Lepihué, frente a Maullín, y se exploró la posibilidad de construir dos sub-ramales hacia las localidades de Puerto Godoy en la costa del pacífico, y Puerto Abtao en el mar interior de Calbuco. No obstante, estos proyectos no se concretaron.
Las estaciones de norte a sur eran:
- Corte Alto
- Concordia (o Maipué)
- Tegualda
- Fresia (o El Jardín)
- Parga
- Las Cañitas (sustituyó a la proyectada estación Río Frío)
- Los Muermos

Las estaciones adicionales proyectadas a partir de Los Muermos fueron:
- Canelos
- Lolcura
- Lepihué